# オリーブベイホテル
オリーブベイホテル（英: Olive Bay Hotel）は、長崎県西海市に所在するリゾートホテル。ホテルの運営会社は株式会社オリーブベイホテルである。大島造船所グループ。旧称は大島アイランドホテル長崎。

## 概要
元々は大島造船所グループの迎賓館として建てられたホテル。「船の引き渡し式などに出席する船主らをもてなす」のが当初の目的だった。過去に将棋の名人戦、囲碁の棋聖戦・本因坊戦などのタイトル戦の舞台となったことがある。ホテル評論家の瀧澤信秋は「人生で1度は泊まっておきたいホテル」の1つとして本ホテルを挙げている。

## 沿革
- 1983年3月 - 西九州開発株式会社として設立、大島アイランドホテル長崎開業
- 2008年10月 - 運営委託会社・株式会社大島アイランドホテル長崎設立
- 2011年 - 全面建て替えのため一時休業に入る[1]
- 2013年1月 - 株式会社オリーブベイホテルに社名変更
- 2013年4月12日　- オリーブベイホテル開業

## 館内施設
- 建物構造：地上6階建て(正面玄関3階)
- 敷地面積：17,427㎡
- 建築面積：2,315㎡  延床面積：6,531㎡
- 設計会社：隈研吾建築都市計画事務所

### 客室
- 部屋数：32室
  - プレミアム・スイートオブ・ルーム 約110㎡ 2室
  - ラグジュアリールーム 約55㎡ 20室
  - スーペリアルーム 約30㎡ 9室
  - 和室 約60㎡ 1室（12畳+6畳）
- 部屋内装デザイン
  - インテリアデザイン会社：GA DESIGN INTERNATIONAL

### バンケット等
- レストラン オリーブ（1階）
  - フロア面積：258㎡
  - 客席数：ホール44席
  - 個室2室：菊8席、椿20席
- 宴会場 牡丹（1階）
  - 面積：350㎡
  - 曲面スクリーンサイズ：横幅18m×高さ3.5m
  - 婚礼、宴会用。曲面大型スクリーンに最新4K映像機器設置
- 貴賓室 桜（2階）
  - 面積：54㎡
- フィットネスルーム（2階）
  - ランニングマシン2台、バイクマシン2台を設置
- BAR 山吹（3階）
  - 面積：117㎡
  - 堀木エリ子デザインによる「建築空間に生きる和紙造形の創造」をテーマに２.７m×２.１mを基本サイズとしたオリジナル和紙を使用
- パーティルーム ポピー（3階）
  - 面積：159㎡
  - 宴会二次会会場などに使用できるバーカウンター付き施設
- スカイバンケット 百合（6階）
  - 面積：96㎡
  - 多目的会場（婚礼式場、会議他）
- 屋外プール
  - 大きさ：横幅8m×楯幅20m×1.45m（一部子供用0.79m）
- プレジャーボート オリーブ号
  - 定員10名
  - 大島周辺及び九十九島クルージング（通年）
  - プライベートビーチ（夏季限定）の送迎用

## 展示作品、装飾作品
彫刻「穹（きゅう）」
ホテルアプローチに設置、横2.23m×奥行き2.02m×高さ4.25m
素材：ステンレス
作者：多田美波
「瑞光」（ずいこう）
ホテルエントランスロビーに設置
横幅9m×高さ4.4m
素材：陶板
フロントの正面にある陶板レリーフ
作品は2012年から新作の「瑞光」として制作が進められ、レリーフが施された陶板作品は、作者が油絵による原画を描きおろし、転写紙を使用した制作方法を用いた作品。
作者：多田美波
レリーフ「歓喜」
ホテル1階宴会場牡丹入口に設置
横幅2.5m×高さ2.9m
素材：ガラス、ステンレス、鉄
作者：多田美波
「波間から昇る太陽」
ホテル3Fエントランス奥　BAR　山吹入り口に設置
横幅8.2m×高さ2.7m
素材：和紙
作者：堀木エリ子
「波間に浮かぶ月」
BAR　山吹内に設置
横幅6.1m×高さ2.7m
素材：和紙
作者：堀木エリ子
絵画「爛漫の日々」
桜を描いた作品。ホテル2階貴賓室に設置
横幅3.06m×高さ1.45m
作者：岸田夏子
絵画「櫻（大地に咲く）」
貴賓室に設置
横幅1.45m×1.12m
作者：岸田夏子
上記以外の所蔵作品として、歌手のジュディ・オング作の版画などがある。